# Boda de Federico de Dinamarca e Ingrid de Suecia
La boda del príncipe heredero Federico de Dinamarca y la princesa Ingrid de Suecia tuvo lugar el 24 de mayo de 1935 en la Catedral de San Nicolás de Estocolmo. 

## Antecedentes
Federico era el hijo mayo del rey Cristián X de Dinamarca y la reina Alejandrina, y por lo tanto era el heredero al trono.
Ingrid era hija del príncipe heredero Gustavo Adolfo de Suecia y su primera esposa la princesa Margarita, fallecida en 1920. Además era nieta del rey Gustavo V de Suecia.
Su compromiso fue anunciado el 15 de marzo de 1935. La pareja eran dobles primos terceros a través de ascendencia mutua de Oscar I de Suecia y Leopoldo, Gran Duque de Baden y primos cuartos por Pablo I de Rusia. Fue descrito como una pareja de amor.

### Celebraciones previas
En la semana anterior a la boda, se celebraron numerosos eventos en Estocolmo. La prima mutua de la novia y el novio, la reina Astrid de Bélgica, y su marido, el rey Leopoldo III, organizaron una recepción en la Embajada de Bélgica. La noche del 22 de mayo, el abuelo de la novia, el rey Gustavo V, celebró una cena y un concierto para 800 invitados en el Palacio Real y una segunda recepción se celebró la noche del 23 de mayo, seguida de una actuación de gala en la Royal Swedish Opera.

## Boda
La boda tuvo lugar en la Catedral de Estocolmo el 24 de mayo de 1935 y fue oficiada por el arzobispo de Uppsala, Erling Eidem.
Ingrid llevaba el velo de encaje irlandés que su difunta madre, la princesa Margarita de Connaught, había usado en su boda 30 años antes. El velo ha sido usado desde entonces por todas las descendientes femeninas de Ingrid, así como Mary Donaldson, la actual reina consorte de Dinamarca. Llevaba una corona de mirto de un arbusto que su madre había traído con ella desde Osborne House en Inglaterra al Palacio de Sofiero en Suecia. Llevar una ramita de mirto en su ramillete de bodas es una tradición que se mantiene hasta el día de hoy en la familia real sueca y, con Ingrid, ha continuado en la familia real danesa cuando trajo cortes del arbusto en Sofiero para ser plantada en el Palacio de Fredensborg.

## Invitados

### Familiares de la novia
- Rey Gustavo V de Suecia (abuelo paterno de la novia)
  - Príncipe heredero Gustavo Adolfo y princesa heredera Luisa (padre y madrastra de la novia)
    - Príncipe Gustavo Adolfo y princesa Sibila, duques de Västerbotten (hermano y cuñada)
    - Príncipe Bertil, duque de Halland (hermano)
    - Príncipe Carlos Juan, duque de Dalarna (hermano)

  - Príncipe Guillermo, duque de Södermanland (tío paterno)
  - Príncipe Eugenio, duque de Närke (tío abuelo paterno)
  - Conde Folke Bernadotte y condesa Estelle Manville (primo y prima paternos)
    - Conde Gustaf Bernadotte de Wisborg (primo segundo paterno)

  - Príncipe Arturo de Connaught y princesa Alejandra (tío y tía maternos)
  - Princesa Patricia de Connaught (tía materna)
  - Princesa Elena Victoria de Schleswig-Holstein (prima materna)

### Familiares del novio
- Rey Cristián X y reina Alejandrina (padre y madre)
  - Príncipe Canuto (hermano)
- Príncipe Harald de Dinamarca (tío paterno)
  - Princesa Feodora de Dinamarca (prima paterna)
  - Princesa Alejandra Luisa de Dinamarca (prima paterna)
- Princesa Ingeborg y príncipe Carlos, duques de Västergötland (tía y tío paternos)
  - Princesa Margarita y príncipe Axel (primos paternos)
  - Príncipe heredero Olaf de Noruega y princesa heredera Marta (primos paternos)
    - Princesa Ragnhild de Noruega
    - Princesa Astrid de Noruega

  - Rey Leopoldo III de Bélgica y reina Astrid (primos paternos)
  - Príncipe Carlos, duque de Östergötland
- Princesa Thyra de Dinamarca (tía paterna)
- Príncipe Gustavo de Dinamarca (tío paterno)
- Princesa Friedrich Sigismund de Prusia (prima paterna)
- Prínciepe Cristian de Schaumburg-Lippe
- Príncipe Jorge de Grecia y Dinamarca
  - Princesa Eugenia de Grecia y Dinamarca
- Gran duque Federico Francisco IV de Mecklemburgo-Schwerin y gran duquesa Alejandra (tíos maternos)
  - Gran duque heredero Federico Francisco de Mecklemburgo-Schwerin (primo materno)
  - Duque Cristián de Mecklemburgo-Schwerin (primo materno)
  - Duquesa Thyra de Mecklemburgo-Schwerin (prima materna)
  - Duquesa Anastasia de Mecklemburgo-Schwerin (prima materna)
- Princesa heredera Cecilia y príncipe heredero Guillermo de Prusia (tíos maternos)
  - Príncipe Huberto de Prusia
  - Príncipe Friedrich de Prusia
  - Princesa Alejandrina de Prusia
  - Princesa Cecilie de Prusia

## Otros datos
El rey Cristián X fallece el 20 de abril de 1947 y Federico lo sucede como rey de Dinamarca e Ingrid como reina consorte.
Federico e Ingrid tuvieron tres hijas:
- Reina Margarita II de Dinamarca (16 de abril de 1940)
- Princesa consorte Benedicta de Sayn-Wittgenstein-Berleburg (29 de abril de 1944)
- Reina consorte Ana María de Grecia (30 de agosto de 1946)

Federico fallece el 14 de enero de 1972 a los 72 años de edad y es sucedido en el trono por su hija Margarita. Ingrid fallece el 7 de noviembre de 2000 a los 90 años de edad.